# Amerikaminnen
Amerikaminnen är en svensk kortfilm från 1908 med foto av Walfrid Bergström.

## Handling
Rosa sitter och läser en bok när hon får besök av vännen Emma. Båda blir glada av att återse varandra och börjar därför dansa en Bostonvals. När de skiljts åt återgår Rosa till sin bok.

## Rollista
- Rosa Grünberg – Rosa
- Emma Meissner – Emma

### Fotnoter
1. 1 2  ”Amerikaminnen”. Svensk Filmdatabas. http://sfi.se/sv/svensk-filmdatabas/Item/?type=MOVIE&itemid=3205&ref=%2ftemplates%2fSwedishFilmSearchResult.aspx%3fid%3d1225%26epslanguage%3dsv%26searchword%3damerikaminnen%26type%3dMovieTitle%26match%3dBegin%26page%3d1%26prom%3dFalse. Läst 8 april 2013.